# 石門 (薩格勒布)

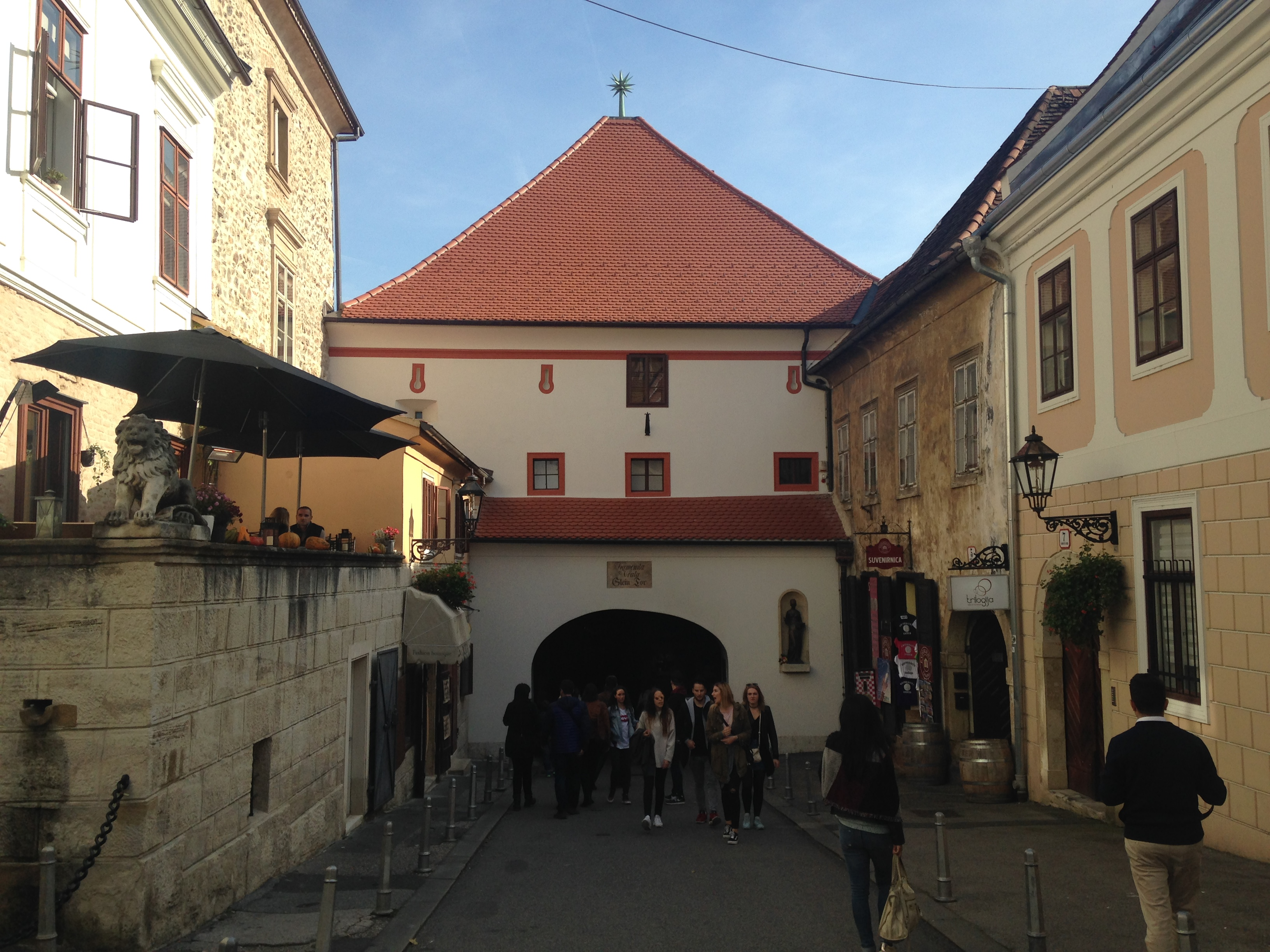
石門

石門是克羅埃西亞首都薩格勒布的一座地標建築，位於格拉代茨。這座建築曾是格拉代茨防禦系統的一部分，始建於13世紀，現在的建築修建於1760年。市內內有薩格勒布城市的守護神石門夫人。